# Konstal 114Na
Der Konstal 114Na ist ein Typ eines teilweise niederflurigen Einrichtung-Gelenktriebwagens, der im Jahre 1997 von Konstal in Chorzów hergestellt wurde. 114Na entstand als Weiterentwicklung des Typs 112N. Die beiden einzigen Wagen wurden an die Stadt Danzig zum Einsatz im örtlichen Straßenbahnnetz geliefert.

## Geschichte
Ende der 1960er Jahre war die Produktion der ersten modernen polnischen Straßenbahnwagens des Typs Konstal 13N abgeschlossen. Von den vielen neuen Projekten wurden nur Konstal 102N und seine modifizierte Version Konstal 102Na in den Produktionsprozess eingeführt. 1973 wurde ein Prototyp des polnischen Einheitsstraßenbahnwagens Konstal 105N gebaut. Bereits nach 5 Jahren wurden wesentliche Änderungen in seinem Aufbau eingeführt. Dadurch entstand sein Nachfolger, der Konstal 105Na.
Im September 1992 wurden in Warschau Probefahrten mit einem GT6N-Wagen aus Bremen unternommen. Die Stadtverwaltung Warschaus hat sich jedoch nicht für den Einkauf der neuen Niederflurwagen entschieden. Nach drei Jahren entstand für die Hauptstadt Polens der Typ Konstal 112N, der erste polnische Straßenbahnwagen in Niederflurbauweise ist.
Zu dieser Zeit war das Danziger Straßenbahnnetz in einem schlechten Zustand. Infolgedessen wurde beschlossen, den Fahrzeugpark mithilfe von neuen Wagen des Typs 114Na zu modernisieren.

## Aufbau
Das Konstruktionsprinzip ist von dem Wagen des Typs 112N abgeleitet. Der 114Na ist ein teilweise niederfluriger, achtachsiger Straßenbahntriebwagen in Einrichtungsbauweise. Der Wagenkasten besteht aus vier Teilen, welche auf zwei konventionellen Triebdrehgestellen ruhen. Unter den beiden Gelenken befinden sich zusätzliche Triebdrehgestelle. Die acht Radsätze werden jeweils von einem Gleichstrommotor mit 41,5 kW Leistung angetrieben, welche mithilfe einer Thyristorsteuerung mit Fahrschalter gesteuert werden. Die Wagen verfügen über Albertkupplungen. Die Höchstgeschwindigkeit beträgt 70 km/h. Der Niederfluranteil beträgt 13 %. Der Triebwagen bietet im Innenraum 36 Sitzplätze sowie 186 Stehplätze, zu denen der Zugang über fünf Doppeltüren erfolgt. Das Fahrzeug ist mit einem Einholmstromabnehmer ausgestattet.